# George Dyson
George Dyson (Halifax (West Yorkshire), 28 mei 1883 - Winchester, 28 september 1964) was een Brits componist en bekleder van diverse functies binnen de Britse muziekwereld.

## Biografie
Dyson komt uit een arme familie (zijn vader was de plaatselijke smid) en er was dus geen geld om Dyson te laten opleiden. De basisopleiding tot muzikant is een autodidactische, zichzelf steeds meer bekwamend via het bespelen van het orgel (en de piano) in de plaatselijke Baptistenkerk. Toen hij 16 was werd hij toegelaten tot de Royal College of Organists en won daar een beurs voor twee studies aan de Royal College of Music: organist en componist. Hij kreeg daar les van Sir Charles Villiers Stanford. In 1904 kreeg hij opnieuw een beurs en was daardoor in staat het continent te bezoeken en zich verder te bekwamen. Op reizen naar Wenen en Berlijn maakte hij kennis met de Europese muziek en musici, waaronder de befaamde dirigent Arthur Nikisch (die daarop een première verzorgde van Dysons Siena (een symfonisch gedicht). Al snel was het geld op en Dyson moest terug.
Hem werd een baan bezorgd door Charles Hubert Parry aangeboden; de baan werd voor hem gecreëerd: directeur muziek bij het Royal Naval College in Osborne House, East Cowes. Dat was van korte duur, want Dyson schreef zich in voor deelname aan de Eerste Wereldoorlog. Zoals zovelen kwam hij niet gewond, maar wel in shock terug. Parry trof Dyson ontredderd aan; hij was geen schaduw meer van wat hij geweest was. Na herstel ging Dyson lesgeven, eerst in Rugby, daarna aan het Wellington College in Berkshire en weer later (1924) aan het Winchester College. Ondertussen werd hij opnieuw naamsbekend aan het RCM; hij werd voorgedragen toen Parry overleed, maar Hugh Allen kreeg die functie. Vanaf 1937 werd hij wel leider van het RCM en heeft deze instantie de Tweede Wereldoorlog doorgeleid; in 1952 nam hij afscheid.
In 1941 werd hij geridderd en sindsdien mag hij als sir benoemd worden.  Hij werd benoemd tot ridder-commandeur in de Koninklijke Orde van Victoria in 1953.
Zijn muziek is conservatief. De snelle ontwikkelingen binnen de klassieke muziek begin 20e eeuw op het continent wilde of kon hij niet bijhouden. Wellicht is dat de oorzaak dat zijn muziek, die nooit opviel, in de vergetelheid raakte. In de jaren 90 van de 20e eeuw herleeft de belangstelling als Chandos een compact disc uitbrengt met zijn Symfonie, de cd wordt lovend ontvangen, met name de keuze voor deze componist. Sindsdien lijkt Chandos een serie op te bouwen met uitvoeringen van zijn werken; de uitgaven komen te lang na elkaar uit om van een serie te spreken, toch zijn er al zes verschenen vanaf 1992. Het grootste deel van Dysons oeuvre bestaat uit werken voor koor, al dan niet met orkest.
Naast zijn muziekleven heeft Dyson nog drie boeken geschreven over muziek:
- The New Music (1924)
- The Progress of Music (1932)
- Fiddling While Rome Burns (1954)
Daarnaast was hij de opsteller van de handleiding voor het vechten met granaten, gedurende zijn tijd in het leger in de Eerste Wereldoorlog.

## Familie
In 1917 is Dyson getrouwd met Mildred Atkey. De natuurkundige Freeman Dyson is zoon van deze George, Freemans zus heet Alice Dyson. George Dysons kleinkinderen zijn de geschiedkundige George Dyson jr. en zijn zuster Esther Dyson, bekend in de computerwereld.